# Burglauer
Burglauer – miejscowość i gmina w Niemczech, w kraju związkowym Bawaria, w rejencji Dolna Frankonia, w regionie Main-Rhön, w powiecie Rhön-Grabfeld, wchodzi w skład wspólnoty administracyjnej Bad Neustadt an der Saale. Leży w Grabfeldzie, około 6 km na południe od Bad Neustadt an der Saale, nad rzeką Lauer, przy drodze B19 i linii kolejowej Eisenach – Schweinfurt.

## Dzielnice
W skład gminy wchodzą następujące dzielnice: Burglauer, Burglauer Wald, Steinacher Forst links der Saale.

## Demografia
| Rok  | Liczba mieszk. |
| ---- | -------------- |
| 1970 | 1.163          |
| 1987 | 1.372          |
| 2000 | 1.685          |
| 2005 | 1.682          |

## Oświata
(na 1999)

W gminie znajduje się 75 miejsc przedszkolnych (z 75 dziećmi) oraz szkoła podstawowa (12 nauczycieli, 203  uczniów).